# Lubianka
Lubianka (en rus: Лубянка) és un poble del krai de Primórie, a l'Extrem Orient de Rússia, que en el cens del 2010 tenia 187 habitants.